# Vyšší střední třída

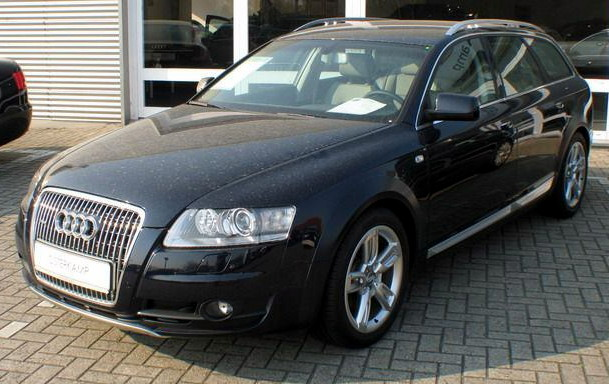
Audi A6 ve verzi allroad quattro

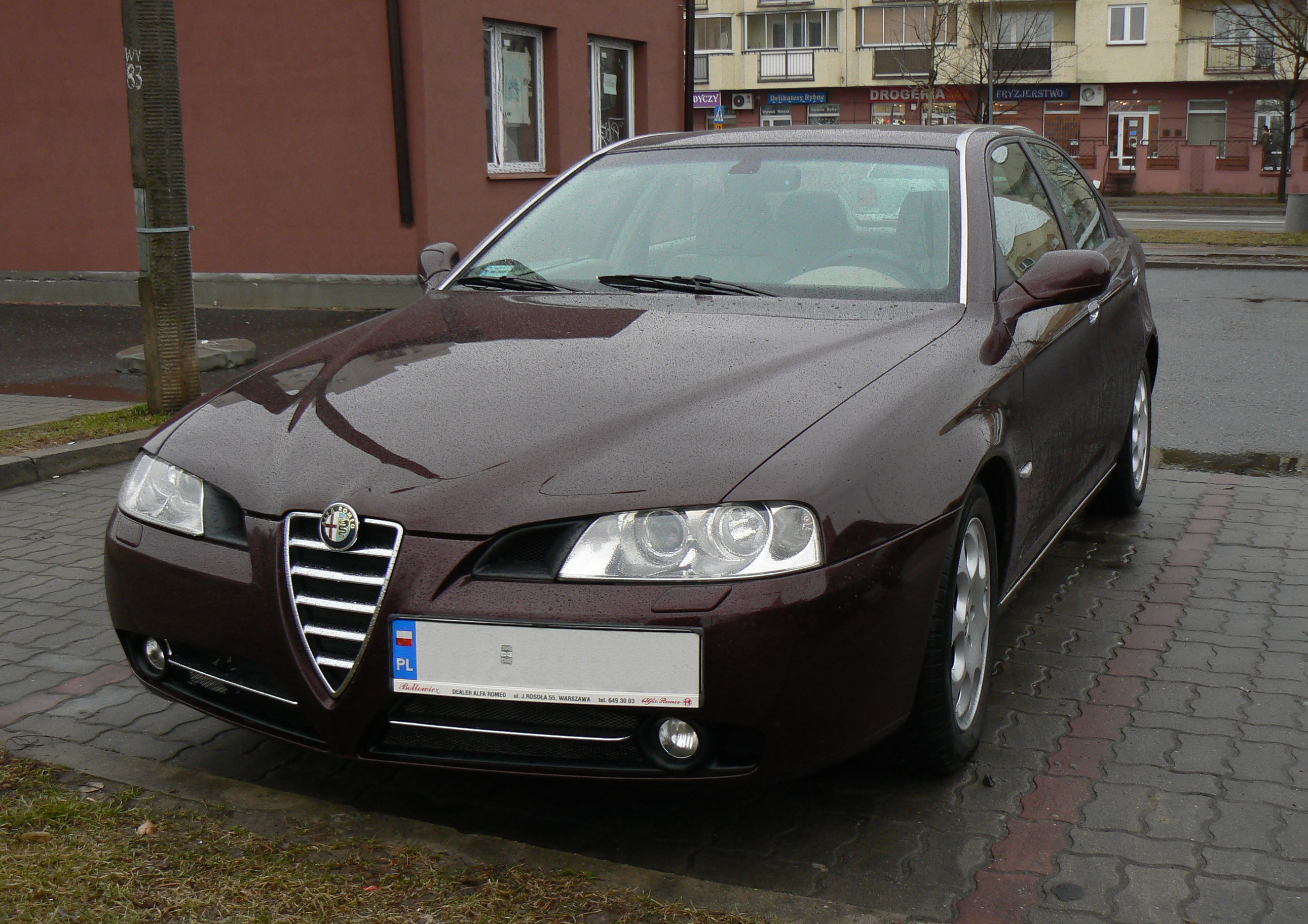
Alfa Romeo 166

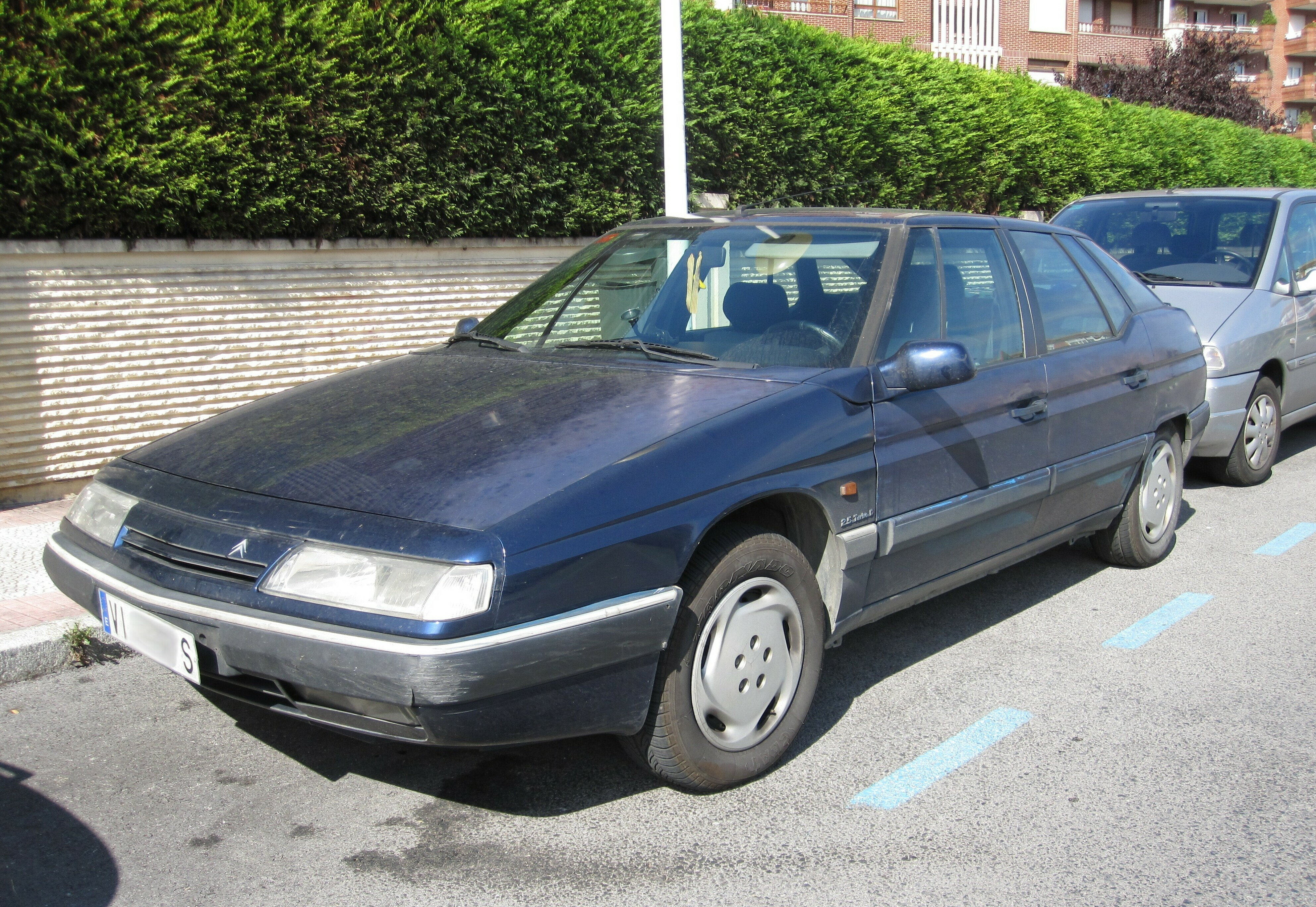
Citroën XM Liftback

Vyšší střední třída (označuje se také jako segment E nebo Executive) je kategorie automobilů mezi střední třídou a luxusními automobily. Automobily v této třídě nabízejí velký prostor a za příplatky luxusní výbavu. Vyrábí se zpravidla v provedení sedan, kombi nebo liftback.

## Příklady automobilů vyšší střední třídy
- Alfa Romeo 166
- Audi A6
- BMW 5
- Chrysler 300C
- Citroën XM
- Jaguar S-Type
- Kia Opirus
- Mercedes-Benz třídy CLS
- Mercedes-Benz třídy E
- Opel Omega
- Peugeot 607
- Renault Latitude
- Renault Vel Satis
- Saab 9-5
- Volvo S80
- Volvo V70
- Toyota Camry